# De Halve Maen
Pour les articles homonymes, voir Halve Maen.
De Halve Maen est un périodique historique américain, publié à New York par la Holland Society of New York depuis 1922. Publication trimestrielle, différents universitaires et historiens y font connaître le fruit de leurs recherches concernant l'action coloniale néerlandaise du XVIIe siècle. Plus particulièrement, l'histoire de la Nouvelle-Néerlande y est décortiquée.